# Rustam Kazakov
Rustam Abdulaïevitch Kazakov, né le 2 janvier 1947 à Tachkent, en Ouzbékistan, est un lutteur soviétique d'origine tatare de Crimée, pratiquant la lutte gréco-romaine.
Kazakov commence la lutte à l'âge de douze ans, en 1959. Il est champion d'Ouzbékistan en 1963 et remporte le championnat d'URSS, chez les espoirs, en 1964. L'année suivante, il gagne en Bulgarie le premier tournoi international de sa carrière, cette fois chez les séniors. Il se classe septième au championnat du monde de Bucarest, en 1967. Sélectionné pour les Jeux olympiques de Mexico, en 1968, il doit déclarer forfait en raison d'une blessure contractée à l'entraînement. Présent aux Jeux suivants, en 1972 à Munich, il s'impose chez les moins de 57 kg (poids plume) en dominant en finale le représentant de l'Allemagne de l'Ouest, Hans-Jürgen Veil.
Rustam Kazakov est également double champion du monde (1969 et 1971).
Après son retrait des compétitions, il passe un diplôme d'éducateur sportif en Ouzbékistan. Il devient entraîneur au CSKA Moscou, puis au sein des équipes d'URSS et de Russie .
A sa retraite, en 1989, il s'installe en Crimée où il préside la fédération de lutte traditionnelle Kuresh. 
Un tournoi de lutte gréco-romaine portant son nom a été créé en Crimée.  
Kazakov s'est engagé en politique et occupe des fonctions officielles en république de Crimée. Favorable au président Poutine, il avait pris position en faveur du rattachement de la Crimée à la Russie. 